# ペレアスとメリザンド
『ペレアスとメリザンド』（Pelléas et Mélisande ）は、ベルギーの劇作家モーリス・メーテルリンクが書いた戯曲。フランス語で書かれ、1892年にブリュッセルで出版された後、翌1893年にパリで初演された。

## 物語

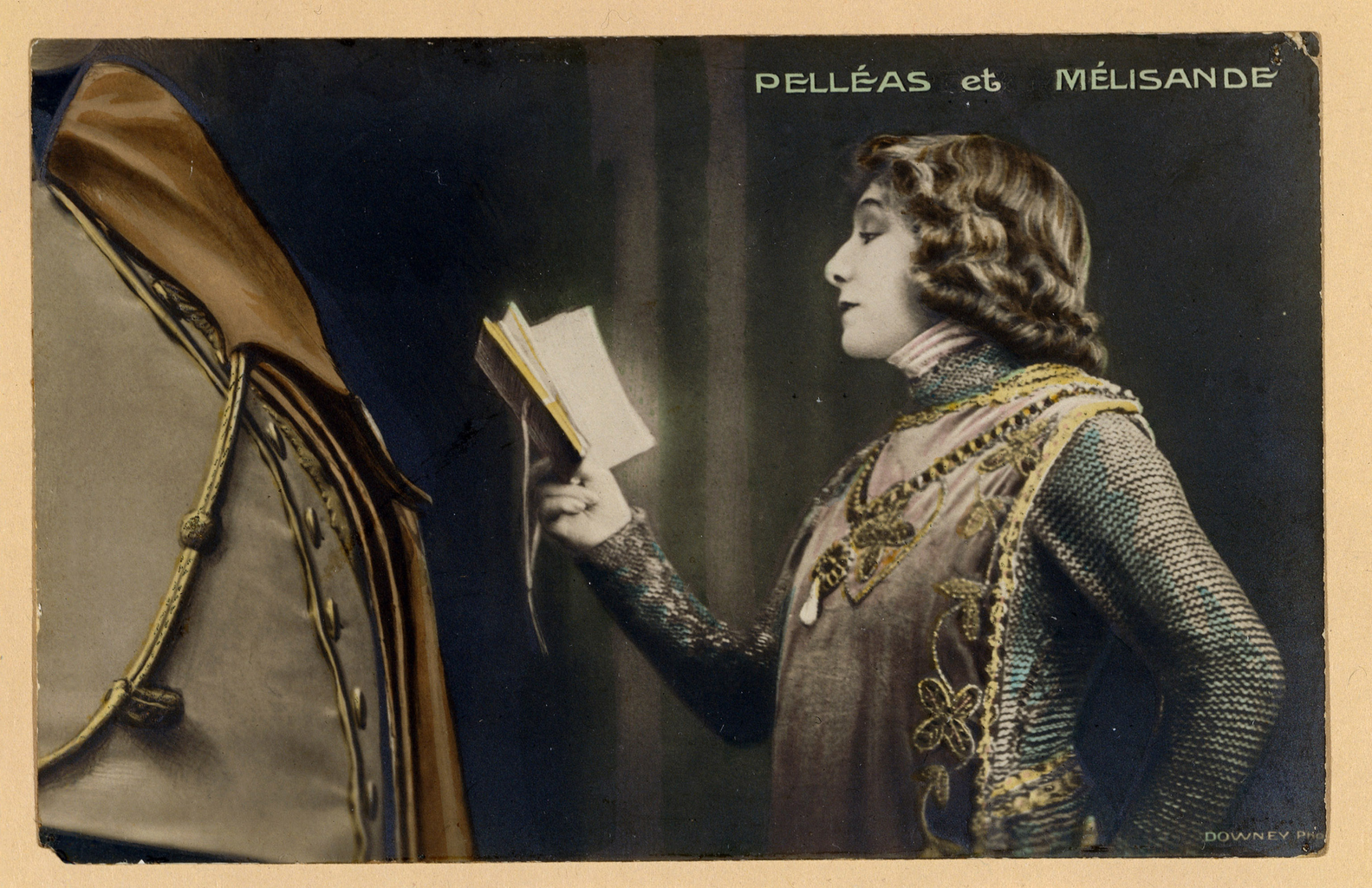
サラ・ベルナール演じるペレアス（ポストカード）

### 登場人物
- 主役
  - メリザンド（ゴローの后） Mélisande
  - ペレアス（ゴローの異父弟） Pelléas
  - 王太子ゴロー Golaud
- 脇役
  - 老王アルケル（ゴローとペレアスの祖父） Arkël
  - ジュヌヴィエーヴ（ゴローとペレアスの母） Geneviève
  - ゴローの息子イニョルド（先妻との子） Yniold
- 端役
  - 医師
  - 牧童
  - 侍女
  - 3人の物乞い
  - 舞台袖の水兵たち

### 舞台設定
- 時代：中世ヨーロッパ
- 場所：アルモンド王国（ドイツを意味する仏語「アルマーニュ」＋世界を意味する仏語「モンド」の合成語）

### 第1幕
男寡でもう若くないアルモンド王国の王太子ゴローは、日の暮れた森の中で道に迷ううちに、長い髪の若く美しい女性が泣いているのを見つける。素性を尋ねるが、メリザンドという名前、遠くから来たこと、冠をつけていてそれを水の中に落としたこと以外ははっきりしたことは判らず、ただ泣くのみである。ゴローはメリザンドを連れ帰る。数日後、ゴローはメリザンドを妻にし、許しを得られたら塔の光で知らせるよう、もし願いが叶わなければメリザンドを連れて王国を去ることを祖父の老王アルケルに手紙で告げ、目の衰えたアルケルに代わってジュヌヴィエーヴが代読する。やがて王国の城に来たメリザンドは、ジュヌヴィエーヴに連れられて暗い城の中を案内され、ゴローの弟で若き王子ペレアスと知り合う。城の塔の外から不吉な水兵の歌が聞こえる。

### 第2幕
打ち解けたペレアスとメリザンドの2人は、城の庭にある「盲の泉」でじゃれて遊ぶ。「この泉はかつて盲人の目を開いた奇跡の泉と言われたが、老王アルケルが盲目同然となってからは訪れる人もほとんどいない」とペレアスは言う。メリザンドはゴローからもらった結婚指輪をもてあそぶうちに、それを泉の底へ落としてしまう。ペレアスは「落とした時に正午の鐘が鳴っていたのでもう遅くなるから帰ろう」とメリザンドを諭す。その晩、ゴローは狩で落馬し、負傷して担ぎ込まれる。メリザンドが指輪をしていないことに気づいたゴローは激怒するが、メリザンドは「海辺で落とした」と嘘をついてしまう。ゴローはメリザンドに、ペレアスを同伴させて海辺を探すことを命じる。夜の海辺でペレアスとメリザンドは乞食たちを見つけ、ペレアスは「この国に飢餓が迫っている」ことをメリザンドに説明する。

### 第3幕
夜に城の塔の上でメリザンドが「三人の盲いた王女」を歌いながら髪を梳かしていると、ペレアスがやってくる。ペレアスとメリザンドは互いに手を伸ばし触れようとするが、メリザンドの手が届かない代わりに、彼女の背丈よりも長い髪が塔を伝って落ちてくる。ペレアスはそれを掻き抱き狂喜する。しかしその場をゴローに見つかり、たしなめられる。翌日、ゴローはペレアスを深い洞窟に連れて行き、底なしの沼を見せる。外に出た後でゴローはペレアスに、メリザンドの妊娠を告げ、刺激を与えぬようあまり彼女に近づかないようにと警告する。しかしまたその晩、ゴローが先妻の子イニョルドを連れてメリザンドの寝室の中を肩車で見せると、イニョルドはペレアスが彼女と一緒にいることをゴローに告げるのだった。

### 第4幕
ペレアスは明日遠くへ旅立つつもりで、その前に今晩泉で夜会いたいとメリザンドに告げる。老王アルケルがメリザンドと話していると、ゴローがやってきてメリザンドをなじり、その髪を引きずり回して呪いの言葉をかける。アルケルが制止してゴローは部屋を出て行くが、メリザンドはもうゴローを愛していないことをアルケルに話す。夕方、イニョルドが遊んでいると、羊飼いが遠くへ去るのを見かける。夜になり、泉で待つペレアスの元にメリザンドが現れる。愛の告白をするペレアス、私も好きだと答えるメリザンド。木陰の闇で抱き合う2人、その束の間ゴローが現れ剣を抜く。ペレアスは剣を持っておらず抵抗できない。斬られる寸前までキスを求める2人を無言で襲うゴロー。ペレアスは死に、メリザンドも傷を負い逃げ惑う。

### 第5幕
召使によってメリザンドが「小鳥でも死なない小さな傷」によって瀕死の状態にあること、そのショックで小さな赤子を産み落としたことを噂しあう。医者に看取られ、死を待つのみで横たわるメリザンドに、ゴローは悔恨にくれつつも、ペレアスとの不義理の有無を問い続ける。しかしすでにメリザンドは黄泉の国へ旅立つ際であり、「許さなければないようなことは、思い浮かばない」などと受け答えは要領を得ない。別室へ下がったゴローをアルケルが慰め諭している最中、メリザンドは誰にも看取られず、一人静かに息を引き取る。泣き崩れるゴローにアルケルは「今度はあれが生きる番だ」と小さな赤子を見せ、静かに幕が下りる。

## 音楽
この戯曲は同時代の多くの作曲家によって題材とされている。
- ウィリアム・ウォレス - オーケストラ組曲（1900年）
- フォーレ - 英語訳によるロンドン初演のための劇付随音楽（1898年）およびこれに基づくオーケストラ組曲（1900年）
ペレアスとメリザンド (フォーレ) を参照。
- シェーンベルク - 交響詩（1903年）
ペレアスとメリザンド (シェーンベルク) を参照。
- ドビュッシー - 原作をほぼそのまま台本としたオペラ（1902年初演）
ペレアスとメリザンド (ドビュッシー) を参照。
- シベリウス - スウェーデン語訳によるヘルシンキ初演のための劇付随音楽（1905年）およびこれに基づくオーケストラ組曲（同年）
ペレアスとメリザンド (シベリウス) を参照。

## 日本語訳
- 小林竜雄訳　近代劇大系 第10巻　同刊行会、1923年
- 堀口大學訳　近代劇全集 第24巻　第一書房（円本）、1928年。「堀口大學全集　補巻3」小沢書店
- 天野恒雄･平島正郎訳　対訳オペラ全集 第12巻　平凡社、1959年（対訳本：ドビュッシーがオペラに作曲した部分のみ。平島による譜例つき解説も。）
- 杉本秀太郎訳　湯川書房、1978年／岩波文庫、1988年、ISBN 4003258312（対訳本：左ページはメーテルランクの原文、右ページは日本語訳の構成）
- 山崎剛訳（株）PUBFUN、2022年、ISBN 9784802082372

## 関連書籍
- 村山則子『メーテルランクとドビュッシー 『ペレアスとメリザンド』テクスト分析から見たメリザンドの多義性』作品社 2011